# 司徒 (姓)

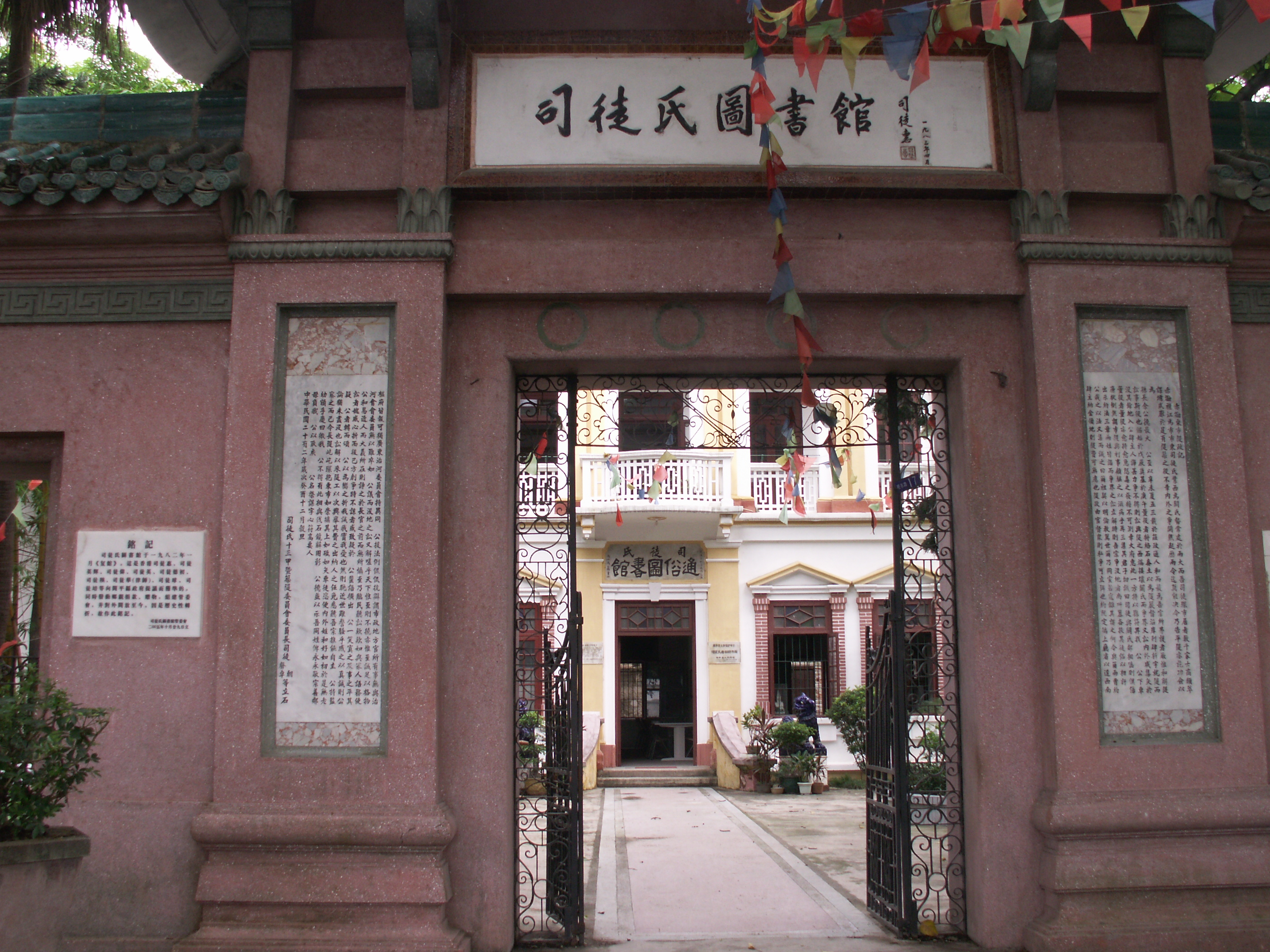
開平市にある司徒氏図書館

司徒（しと）は、漢姓のひとつ。『百家姓』の439番目。
官名の司徒に由来するが、司馬にくらべると歴史上有名な人物が少ない。
現在も存在するが、あまり多い姓ではないが、広東省の開平市は世居地である。2020年の中華人民共和国の統計では6番目に多い複姓であり、4.7万人がいる。台湾の2018年の統計では323番目に多い姓で、495人がいる。

## 著名な人物
- 司徒非 - 字は厳克、広東省開平県出身、中華民国の軍人（1893年 - 1937年）
- 司徒美堂 - アメリカで活躍した華僑で、孫文に対して資金援助を行うなどの革命の支援を行った（1868年4月3日 - 1955年5月6日）
- 司徒華 - 香港の政治家・教育家・作家（1931年2月28日 - 2011年1月2日）
- セット・カムイェン（司徒錦源（中国語版）） - 香港の映画・テレビドラマ脚本家
- アンディ・セト（司徒剣僑（中国語版）） - 香港の漫画家
- 司徒宏：広州癌病院の創設者の一人、中山大学広州孫文記念病院院長
- 司徒尚紀：「広東文化地理」、「歴史上海南島の発展」、中山大学広州地理学教授
- 司徒炎恩：投資金融に従事するアメリカ系中国人、 "Wall Street Genius"として知られている。
- 司徒釗：学術書の著者：《新西蘭華人的代際関係》( links across generations among New Zealand chinese )（ニュージーランド、ウェリントンのビクトリア大学、2001年）
- 南楼七烈士：1944年から1945年の間に、日本軍と戦った7人の若者。司徒煦、司徒昌、司徒遇、司徒旋、司徒耀、司徒濃、司徒丙（参考：《南楼七烈士》花城出版社、広州、2001年）